# Data airlines
Data Airlines är ett internationellt chipmusik-kollektiv och skivbolag knutet till nätcomunityt Micromusic.net och Crack-gruppen Razor 1911. Data Airlines arrangerar årligen Europas största chipmusikfestival i Marseille, Frankrike. Exempel på artister knutna till Data Airlines är Crazy Q, Goto80, Dubmood, Sidabitball, Nervous Testpilot och STU. 